# Perrinia stellata
Perrinia stellata là một loài ốc biển, là động vật thân mềm chân bụng sống ở biển thuộc họ Chilodontidae.

## Miêu tả
Loài này có kích thước giữa 9 mm and 14 mm

## Phân bố
Chúng phân bố ở Red Sea